# Crataegus phaenopyrum
Crataegus phaenopyrum es una especie del género Crataegus.

## Descripción
En general, se cultiva como planta ornamental, y puede alcanzar los 10 m de altura. Produce una pequeña baya roja como fruto crecen en grandes grupos y son alimento para las ardillas y pájaros. Tienen un sabor suave y se puede comer crudo o cocido. Al igual que con otras especies de espino blanco, la madera es dura y puede ser utilizada para hacer herramientas .

## Taxonomía
Crataegus phaenopyrum fue descrita por (L.f.) Medik. y publicado en Geschichte der Botanik unserer Zeiten 83. 1793.
Etimología
Crataegus: nombre genérico del griego otorgado a esta planta por Teofrasto.
phaenopyrum: epíteto
Sinonimia
- Mespilus phaenopyrum L. f.	[5]